# Михайловка (Зеньковский район)
Михайловка (укр. Михайлівка) — село,
Ставковский сельский совет,
Зеньковский район,
Полтавская область,
Украина.
Код КОАТУУ — 5321386006. Население по переписи 2001 года составляло 10 человек.

## Географическое положение
Село Михайловка примыкает к селу Тополевка (Диканьский район), на расстоянии в 2,5 км расположено село Ставковое.
По селу протекает пересыхающий ручей с запрудой.
Рядом проходит автомобильная дорога Т-1710 (Р-42).

## История
Есть на карте 1869 года